# アンキロサウルス科
アンキロサウルス科（アンキロサウルスか、学名 Ankylosauridae）は、爬虫綱 双弓亜綱 主竜形下綱 恐竜上目 鳥盤目 装盾亜目 曲竜下目に属する恐竜の1科。
1億2500万年前に生まれ、6500万年前のK-T境界において絶滅した。北アメリカ西部、ヨーロッパ、東アジアなどで見付かる。よい標本が得られることはまれであり、多くの情報は骨のかけらによって得られたものである。